# Besterven
Besterven  ("adellijk laten worden") is het verkrijgen van mals vlees door middel van het afbreken van het collageen met enzymen.

## Andere termen
- Adellijk: besterven van groot en klein wild
- Afhangen of rijpen: besterven van groot vlees (bijvoorbeeld rund en varken)
- Faisandage: besterven van (wild)gevogelte

## Etymologie
Adellijk wild en adellijk geslacht heeft in de oorsprong niets met elkaar te maken zoals men in de vroegere etymologie dacht. Men nam aan dat adellijk op "oud" sloeg. De jongste redenering is dat het afstamt van het Engelse addle, dat "vuil" of "bedorven" betekent.

## Werking
Een spier bestaat uit vezels in een omhulling van bindweefsel. Deze spiervezels zijn gebundeld in een bindweefselhoes. Tussen de spiervezels bevinden zich dwarsverbindingen van bindweefsel. Dit bindweefsel bestaat voornamelijk uit collageen.
Door het bindweefsel af te breken ontstaat er malser vlees. Dit gebeurt door twee eiwitsplitsende enzymen: cathepsine en calpaïne. Deze enzymen zijn van nature aanwezig.
Een tweede factor is glycoceen. Deze spiersuiker wordt tijdens het bestervingsproces omgezet in melkzuur en dat geeft bij het geslachte dier een daling van de zuurgraad.

## Methoden van besterven
Globaal zijn er twee methoden van besterven: nat en droog.
- Nat besterven gebeurt in een vacuüm gezogen plastic zak die in bij een temperatuur van max. 4°C wordt bewaard. De temperatuur kan ook onder nul zijn.
- Droog besterven vindt ook in de koelcel plaats, echter wordt de lucht gecirculeerd.

## Welk vlees kan men laten besterven
- Rund: max. 3 maanden, gekoeld
- Varken: max. 1 week
- Grof wild: max. 4 dagen
- Klein wild: max. 4 dagen (niet nodig, ook niet bij hazen)
- Waterwild: af te raden ivm Salmonella- en Campylobactergevaar

Alle dieren moeten ontweid (ontdarmd) zijn met uitzondering van klein wild met een onbeschadigd darmpakket.